# Karandasz
Michaił Nikołajewicz Rumiancew „Karandasz” (ros. Михаи́л Никола́евич Румя́нцев (Карандаш), ur. 27 listopada?/10 grudnia 1901 w Petersburgu, zm. 31 marca 1983 w Moskwie) – radziecki artysta cyrkowy, klaun i aktor, Ludowy Artysta ZSRR, Bohater Pracy Socjalistycznej.

## Życiorys
Od 1914 uczył się w szkole artystyczno-rzemieślniczej, od 1924 mieszkał w Staricy, a od 1925 w Moskwie, gdzie wstąpił do szkoły sztuki cyrkowej, do klasy akrobatów-ekscentryków, którą ukończył w 1930. Stał się znany dzięki udawaniu Charliego Chaplina. Przybrał pseudonim sceniczny od francuskiego karykaturzysty Caran d’Ache, od 1934 występował w cyrku w Leningradzie, a od 1936 w Moskwie. Pracował w cyrku przez 55 lat. Podczas wojny z Niemcami parodiował żołnierzy Wehrmachtu. Wystąpił w kilku filmach, m.in. Stary dwór (1941), Iwan Nikulin, rosyjski marynarz (1944) i kilku krótkometrażowych produkcjach, w których zagrał sam siebie. W 1969 otrzymał tytuł Ludowego Artysty ZSRR. Został pochowany na Cmentarzu Kuncewskim.

## Odznaczenia
- Medal Sierp i Młot Bohatera Pracy Socjalistycznej (20 grudnia 1979)
- Order Lenina (20 grudnia 1980)
- Order Czerwonego Sztandaru Pracy (dwukrotnie, 20 listopada 1939 i 26 listopada 1971)

I medale.